# Arthur Bialas
Arthur Bialas (Racibórz, 21 novembre 1930 – 12 novembre 2012) è stato un calciatore tedesco orientale, di ruolo attaccante.
È stato capocannoniere del DDR-Oberliga 1961-1962, con 23 reti in 39 partite, realizzando 99 reti totali in 149 presenze per l'Hansa Rostock dal 1954 al 1962.
Oltre che per l'Hansa Rostock ha giocato, all'inizio della carriera, per l'SV Motor Altenburg, con cui ha disputato 24 partite e realizzate 17 reti nella stagione 1953-1954e dal 1962 al 1967 per Eisenhüttenstadt, con cui ha disputato 83 partite e segnato 38 goal.